# Pseudohorus
Genre
Pseudohorus est un genre de pseudoscorpions de la famille des Olpiidae.

## Distribution
Les espèces de ce genre se rencontrent en Afrique australe et en Afrique de l'Est.

## Liste des espèces
Selon Pseudoscorpions of the World (version 3.0) :
- Pseudohorus caecus Beier, 1967
- Pseudohorus embuensis Mahnert, 1982
- Pseudohorus excavatus Beier, 1955
- Pseudohorus gracilis Beier, 1962
- Pseudohorus incrassatus Beier, 1955
- Pseudohorus luscus Mahnert, 1982
- Pseudohorus molliventer Beier, 1947
- Pseudohorus pilosus Mahnert, 1982
- Pseudohorus strumosus Beier, 1962
- Pseudohorus transvaalensis (Beier, 1956)
- Pseudohorus vermiformis Beier, 1947
- Pseudohorus vermis Mahnert, 1982

## Publication originale
- Beier, 1947 : Zur Kenntnis der Pseudoscorpionidenfauna des südlichen Afrika, insbesondere der südwest- und südafrikanischen Trockengebiete. Eos, Madrid, vol. 23, p. 285-339 (texte intégral).